# Liste der Baudenkmäler in Nachrodt-Wiblingwerde
Die Liste der Baudenkmäler in Nachrodt-Wiblingwerde enthält die denkmalgeschützten Bauwerke auf dem Gebiet der Gemeinde Nachrodt-Wiblingwerde im Märkischen Kreis in Nordrhein-Westfalen (Stand: April 2021). Diese Baudenkmäler sind in der Denkmalliste der Gemeinde Nachrodt-Wiblingwerde eingetragen; Grundlage für die Aufnahme ist das Denkmalschutzgesetz Nordrhein-Westfalen (DSchG NRW).

## Denkmäler
| Bild                                       | Bezeichnung                                               | Lage                                                                                         | Beschreibung | Bauzeit   | Eingetragen seit | Denkmal- nummer |
| ------------------------------------------ | --------------------------------------------------------- | -------------------------------------------------------------------------------------------- | --- | --------- | ---------------- | --------------- |
| weitere Bilder                             | Brenscheider Mühle (Kornmühle)                            | Brenscheider Tal Karte                                                                       | |           | 30.11.1982       | 1               |
| weitere Bilder                             | Brenscheider Ölmühle                                      | Brenscheider Tal Karte                                                                       | |           | 30.11.1982       | 2               |
| Kornkasten, Gut Grennigloh                 | Kornkasten, Gut Grennigloh                                | Grennigloh Karte                                                                             | |           | 30.11.1982       | 3               |
| weitere Bilder                             | Haus Nachrodt                                             | Hagener Straße 51-55 Karte                                                                   | |           | 30.11.1982       | 4               |
| weitere Bilder                             | Evangelische Pfarrkirche Wiblingwerde                     | Nachrodter Straße Karte                                                                      | |           | 30.11.1982       | 5               |
| Speicher „Haferkasten“                     | Speicher „Haferkasten“                                    | Nachrodter Straße 8                                                                          | |           | 30.11.1982       | 6               |
| Evangelische Kirche und Pfarrhaus Nachrodt | Evangelische Kirche und Pfarrhaus Nachrodt                | Kirchstraße 1/Freiherr-vom-Stein-Straße Karte                                                | |           | 06.07.1987       | 7               |
| Amtshaus Nachrodt                          | Amtshaus Nachrodt                                         | Hagener Straße 76 Karte                                                                      | |           | 06.07.1987       | 8               |
| Wohnhaus und Scheune Dümpel                | Wohnhaus und Scheune Dümpel                               | Dümpel 2-4 Karte                                                                             | |           | 15.06.1989       | 9               |
| Bürgerhaus                                 | Bürgerhaus                                                | Hagener Straße 50 Karte                                                                      | |           | 15.03.1991       | 10              |
| Erbbegräbnis                               | Erbbegräbnis                                              | oberhalb Schubertweg                                                                         | |           | 13.03.1991       | 11              |
| Bauernhaus „Zur Alten Heide“               | Bauernhaus „Zur Alten Heide“                              | Alte Heide 1                                                                                 | |           | 10.06.1991       | 12              |
| weitere Bilder                             | Alter Postweg Sassenscheid–Opperhusen                     | Wiblingwerde Karte                                                                           | |           | 10.06.1991       | 13              |
|                                            | Grabmale                                                  | Evgl. Friedhof Wiblingwerde                                                                  | |           |                  | 14              |
|                                            | Selbachs Hammer                                           | Obernahmer Land 1                                                                            | |           |                  | 15              |
| weitere Bilder                             | Alte Lasbecker Lennebrücke                                | Verbindung über die Lenne von Nachrodt (Klingestraße) nach Iserlohn (Stenglingser Weg) Karte | Die Brücke wurde 1899/1900 aus Sandstein-Quadermauerwerk mit fünf Segmentbögen auf vier Pfeilern errichtet. Da etwa in der Mitte der Brücke die Grenze zwischen Nachrodt-Wiblingwerde und Iserlohn verläuft, ist die Brücke in Nachrodt-Wiblingwerde als auch in Iserlohn als Baudenkmal geschützt. Am 27. September 1993 erfolgte die Eintragung im Listenteil A der Baudenkmäler in Iserlohn unter der laufenden Nummer 196. | 1899/1900 |                  | 16              |
| weitere Bilder                             | Kriegerehrenmal von 1932 in Nachrodt                      | Ehrenmalstraße                                                                               | |           |                  | 17              |
|                                            | Steinplattenzaun (Einfriedung) Kreinberghof Hinterveserde |                                                                                              | |           |                  | 18              |

## Denkmalbereich
| Bild           | Bezeichnung                                | Lage              | Beschreibung | Bauzeit   | Eingetragen seit | Denkmal- nummer |
| -------------- | ------------------------------------------ | ----------------- | --- | --------- | ---------------- | --------------- |
| weitere Bilder | Denkmalbereich „Werkssiedlung Langenstück“ | Langenstück Karte | Die Werkssiedlung Langenstück ist eine für die Phoenix AG für Bergbau und Hüttenbetrieb erbaute Arbeitersiedlung. | 1904–1913 | 26.08.1988       | D1              |